# الکس ایزار
الکس مایکل ایزار دوم (به انگلیسی: Alex Michael Azar II؛  زادهٔ ۱۷ ژوئن ۱۹۶۷) یک مدیر سابق داروسازی، وکیل، تاجر و لابی‌گر آمریکایی است که از سال ۲۰۱۸ تا ۲۰۲۱ به عنوان ۲۴امین وزیر بهداشت و خدمات انسانی ایالات متحده آمریکا خدمت کرد. در ۱۳ نوامبر ۲۰۱۷ توسط رئیس‌جمهور دونالد ترامپ برای پست خود نامزد شد و در ۲۵ ژانویه ۲۰۱۸ توسط مجلس سنای ایالات متحده آمریکا تأیید شد. او همچنین رئیس کارگروه کروناویروس کاخ سفید از آغاز تشکیل آن در ژانویه ۲۰۲۰ تا فوریه ۲۰۲۰ بود. مایک پنس، معاون رئیس‌جمهور جایگزین شد.

او پیشتر در دوره جرج دابلیو بوش قائم مقام سابق وزارت بهداشت و خدمات انسانی ایالات متحده آمریکا (2005-2007) و رئیس لیلی یو اس ای، بزرگترین وابستهٔ شرکت داروسازی زیستی ایلای لی‌لی اند کامپنی، از شرکت‌های پیشروی این زمینه در جهان، بین ۲۰۱۲ و ۲۰۱۷ بود. ایزار در ۱۳ نوامبر از سوی رئیس‌جمهور ترامپ برای وزارت بهداشت و خدمات انسانی معرفی شد.
پدربزرگ پدری او از لبنان به آمریکا مهاجرت کرد و پدربزرگ مادری اش مهاجری یهودی از امپراطوری روسیه بود.
ایزار دارای بی‌ای اقتصاد از کالج دارتموت و مدرک جی‌دی از مدرسه حقوق ییل است.